# Yolande van Dampierre
Yolande van Dampierre, ook Yolande Van Vlaanderen, Yolande van Kassel of Yolande van Bar (15 september 1326 - 12 december 1395), was een adellijke dame uit de familie van de graven van Dampierre.

## Biografie
Zij was een dochter van Robrecht van Kassel, heer van Marle en Kassel, en van Jeanne de Bretagne. Robrecht van Béthune was haar grootvader en Gwijde van Dampierre haar overgrootvader.
Haar oudere broer stierf toen ze zes jaar oud was. Ze erfde de heerlijkheid Kassel in het graafschap Vlaanderen, die bestond uit Duinkerke en Grevelingen. Ze werd verloofd met Lodewijk van Male, maar ze huwde in 1338 met graaf Hendrik IV van Bar, de zoon van Eduard I van Bar en van Maria van Bourgondië (1298 – gestorven na 1369).

## Strijd om een regentschap
Hendrik stierf vier jaar later en liet Yolande achter met twee kinderen, namelijk Eduard (1339-1352) en Robert (1344-1411). Yolande nam het regentschap op zich tot de meerderjarigheid van haar oudste zoon. Maar Peter van Bar, heer van Pierrefort, en Theobald van Bar-Pierrepont, heer van Pierrepont, meenden ook recht te hebben op het regentschap en vielen haar hierover aan. Door allianties met Filips VI van Frankrijk en Rudolf van Lotharingen slaagde Yolande erin om hun aanspraken af te wimpelen.
Haar oudste zoon Eduard werd op tienjarige leeftijd meerderjarig verklaard op 10 oktober 1349. In 1350 vielen de troepen van Maria van Châtillon (1323-1363), regentes van Lotharingen, de graaf van Salm en de graaf van Deux-Ponts, het graafschap Bar binnen en lieten een spoor van verwoesting na. Maar Yolande sloeg terug. Samen met Adhémar van Monteil, bisschop van Metz, verwoestte ze de streek rond Nancy. Op 14 augustus 1351 werd een wapenstilstand gesloten en de vrede keerde terug. Eduard stierf een jaar later en werd opgevolgd door zijn broer Robert, die maar zeven jaar oud is.

## Huwelijk met Filips van Navarra
Het huwelijk dat Yolande plande met Filips van Navarra, van het Capetingische huis Évreux-Navarra, bemoeilijkte de situatie rond het regentschap, omdat de broer van haar toekomstige, Karel II van Navarra, de kroon van Frankrijk betwistte met Jan II van Frankrijk. Bovendien had Johanna van Bar (1295-1361), gravin van Warren, dochter van graaf Hendrik III van Bar, aan de koning laten weten dat zij bereid was om het regentschap op zich te nemen. Het Parlement van Parijs besliste, in een arrest van 5 juni 1352, dat de koning mocht beslissen over Bar, en hij gaf het regentschap aan Johanna op 27 juli 1352.
Eerst legde Yolande zich hierbij neer, maar later bracht ze een leger op de been om Johanna van Bar aan te vallen. Nadat ze in oktober 1353 getrouwd was met Filips van Navarra, nam hij de verdediging op zich van het graafschap Bar, dat was bezet door de Lotharingers. Hij werd echter gevangengenomen door Hendrik van Bar, heer van Pierrefort. Hierop verzaakte Yolande aan het regentschap.
In 1356 werd Filips vrijgelaten. Hij koos dadelijk partij voor zijn broer, die op 5 april 1356 gevangen was genomen door Jan II. Hij ging een alliantie aan met Eduard III van Engeland in Normandië en gaf de Engelsen vrije doorgang in de vallei van de Seine en trok zich terug in Évreux. Hij daagde Jan II en diens zoon Karel uit, maar slaagde er niet in de ganse provincie achter hem te krijgen. Op 19 september 1356 nam hij deel aan de slag bij Poitiers waar hij vocht onder het commando van de Zwarte Prins aan het hoofd van de troepen van Navarra.
Door de nederlaag en de gevangenneming van de Franse koning, verloor Johanna van Bar zijn steun in de zaak van het regentschap. Yolande nam dat terug op zich en haar zoon Robert werd ridder geslagen in december. Op 8 november 1359 werd hij volwassen verklaard. Hoewel Bar tot het Heilige Roomse Rijk behoorde, waren de heren van Bar vazal van de Franse koning voor de gronden op de linkeroever van de Maas. Keizer Karel IV had Bar in 1354 tot hertogdom Bar verheven, en zo werd zijn neef Robert de eerste hertog van Bar. Robert trouwde in datzelfde jaar met Maria van Frankrijk een van de dochters van Jan de Goede. Jan II stierf op 8 april 1364 en de hertog van Bar was aanwezig op de kroning van Karel V op 19 mei van dat jaar.
Bij het verdrag van Brétigny in 1360 tussen Fransen, Engelsen en Navarrezen, zwoer Filips de vrede te bewaren. Hij werd door zijn broer de koning van Navarra benoemd tot regent van zijn bezittingen in Frankrijk en Normandië. Verzoend met de koning, vocht Filips aan de zijde van Bertrand du Guesclin. In 1363 vroeg Karel V aan Filips om hem te vergezellen op de kruistocht die in voorbereiding was, maar Filips stierf in Vernon op 29 augustus 1363.
Gezien Filips geen erfgenamen had, schonk de koning het graafschap Longueville aan Guesclin die net de slag bij Cocherel had gewonnen. Yolande verzette zich tegen de connétable van Frankrijk vanwege haar weduwgift die ze opeiste. Het enige wat ze toegewezen kreeg waren de schulden van haar overleden man.

## Nieuwe strijd
In 1370 stonden Yolande en Peter van Bar lijnrecht tegenover elkaar. De heer van Pierrefort had zich schuldig gemaakt aan afpersing en de koning vroeg aan Yolande om in te grijpen en de orde te herstellen, maar ze maakte de fout om in oktober–november 1370 Hendrik van Bar te laten arresteren in Vincennes, in het domein van de koning. Deze vergat zijn eerdere opdracht en beschuldigde haar van majesteitsschennis. Ze werd opgesloten in de Tour du Temple. Ze slaagde erin om te ontsnappen, maar werd opnieuw gegrepen en opgesloten in de Temple-gevangenis.
In Vlaanderen werd in haar voordeel gereageerd en tussengekomen bij de koning. Ze werd in 1373 vrij gelaten in ruil voor een losgeld van 18.000 pond.

## DeCasselbergin Brugge
Yolande van Cassel was op bijzondere wijze betrokken bij het naast de Burg van Brugge, in de Hoogstraat, gebouwde grote herenhuis dat de naam Casselberg droeg.
Vanaf wanneer ze eigenares was van deze eigendom is niet duidelijk. Wel verbleef ze minstens vanaf 1339 af en toe in de Casselberg. Ze werd een vaste klant bij de leenbank van de Cahorsijnen aan de Langerei. Ze stapelde de schulden op en dat bracht er haar toe om in 1373 de Casselberg te koop te stellen. Ze verkocht het pand voor 1000 gouden florijnen aan Casin de Waghenaere (†1375), algemeen ontvanger van graaf Lodewijk van Male. De opbrengst gebruikte Yolande om haar onderhorigen in Longueville en omliggende te vergoeden voor de schade die ze tijdens oorlogsgeweld hadden geleden.
De verkoop van de Casselberg betekende niet het einde van de financiële problemen van gravin Yolande. In 1374 ging ze een belangrijke lening aan bij het Rijselse bankhuis Bernard Garet.

## Het Westers Schisma
In 1378 begon het Westers Schisma, met twee vijandige pausen, die beide hun aanhangers hadden. Lodewijk van Male en praktisch heel het graafschap Vlaanderen steunde paus Urbanus VI, terwijl Yolande, zoals het Franse koninkrijk, koos voor de tegenpaus Clemens VII, die in Avignon resideerde. De Engelsen steunden eveneens Urbanus, een excuus om in 1383 een invasie te organiseren op Clemensgezinde territoria en Duinkerke te plunderen. De gravin van Bar moest eens te meer op de vlucht slaan, naar Parijs ditmaal, terwijl haar eigendommen zwaar geplunderd werden. De krijgskansen wijzigden snel, en weldra waren het de Clemensgezinden die opnieuw de bovenhand kregen. Yolanda kreeg van paus Clemens VII de toelating om weerbarstige urbanisten gevangen te nemen. De nieuwe heerser over Vlaanderen, Filips de Stoute, zelf nochtans een aanhanger van Clemens, tikte niettemin Yolanda op de vingers vanwege haar harde houding tegenover urbanistische bestuurders en leenhouders.
In juni 1395 werd Yolanda gearresteerd omdat ze in de onmogelijkheid bleek belangrijke schulden af te lossen bij haar schuldeiser Thierry Prévôt. In juli kwam ze vrij, nadat ze weer een andere lening was aangegaan om de schuld bij Prévôt aan te zuiveren.
Ze kwam weer in botsing met Filips de Stoute, die in augustus 1395 beslag liet leggen op haar lenen. Het geschil eindigde met een vergelijk.
Kort daarop, op 13 december 1395, overleed ze op het kasteel La Motte-aux-Bois in Nieppe.

## Voorouders
| Voorouders van Yolande van Dampierre | Voorouders van Yolande van Dampierre                                              | Voorouders van Yolande van Dampierre                                              | Voorouders van Yolande van Dampierre                                              | Voorouders van Yolande van Dampierre                                              | Voorouders van Yolande van Dampierre                                    | Voorouders van Yolande van Dampierre                                    | Voorouders van Yolande van Dampierre                                    | Voorouders van Yolande van Dampierre                                    |
| ------------------------------------ | --------------------------------------------------------------------------------- | --------------------------------------------------------------------------------- | --------------------------------------------------------------------------------- | --------------------------------------------------------------------------------- | ----------------------------------------------------------------------- | ----------------------------------------------------------------------- | ----------------------------------------------------------------------- | ----------------------------------------------------------------------- |
| Overgrootouders                      | Gwijde van Dampierre (±1226-1305) ∞ 1246 Mathilde van Béthune (1230-1263)         | Gwijde van Dampierre (±1226-1305) ∞ 1246 Mathilde van Béthune (1230-1263)         | Odo van Nevers (1231-1266) ∞ 1248 Mathilde II van Bourbon (1234-1262)             | Odo van Nevers (1231-1266) ∞ 1248 Mathilde II van Bourbon (1234-1262)             | Jan II van Bretagne (1239-1305) ∞ 1260 Beatrice van England (1242-1275) | Jan II van Bretagne (1239-1305) ∞ 1260 Beatrice van England (1242-1275) | Robert IV van Dreux (1241-1282) ∞ 1260 Beatrix van Montfort (1248-1312) | Robert IV van Dreux (1241-1282) ∞ 1260 Beatrix van Montfort (1248-1312) |
| Grootouders                          | Robrecht III van Vlaanderen (1249–1322) ∞ 1272 Yolande van Bourgondië (1247-1280) | Robrecht III van Vlaanderen (1249–1322) ∞ 1272 Yolande van Bourgondië (1247-1280) | Robrecht III van Vlaanderen (1249–1322) ∞ 1272 Yolande van Bourgondië (1247-1280) | Robrecht III van Vlaanderen (1249–1322) ∞ 1272 Yolande van Bourgondië (1247-1280) | Arthur II van Bretagne (1261-1312) ∞ 1294 Yolande van Dreux(1263-1330)  | Arthur II van Bretagne (1261-1312) ∞ 1294 Yolande van Dreux(1263-1330)  | Arthur II van Bretagne (1261-1312) ∞ 1294 Yolande van Dreux(1263-1330)  | Arthur II van Bretagne (1261-1312) ∞ 1294 Yolande van Dreux(1263-1330)  |
| Ouders                               | Robrecht van Kassel (-1331) ∞ Johanna van Bretagne (1294-1364)                    | Robrecht van Kassel (-1331) ∞ Johanna van Bretagne (1294-1364)                    | Robrecht van Kassel (-1331) ∞ Johanna van Bretagne (1294-1364)                    | Robrecht van Kassel (-1331) ∞ Johanna van Bretagne (1294-1364)                    | Robrecht van Kassel (-1331) ∞ Johanna van Bretagne (1294-1364)          | Robrecht van Kassel (-1331) ∞ Johanna van Bretagne (1294-1364)          | Robrecht van Kassel (-1331) ∞ Johanna van Bretagne (1294-1364)          | Robrecht van Kassel (-1331) ∞ Johanna van Bretagne (1294-1364)          |